# Stanley Hopkins
(Arthur Conan Doyle)
Stanley Hopkins è un personaggio letterario nato dalla penna dello scrittore britannico Arthur Conan Doyle.

## Descrizione
Stanley Hopkins appare in più storie in Il ritorno di Sherlock Holmes, tra cui Black Peter, Golden Pince-Nez e Abbey Grange.
Questo giovane detective è dotato di capacità che lo hanno reso il beniamino di Sherlock Holmes. Hopkins, spesso, cerca di applicare i metodi scientifici forensi di Holmes ai suoi casi, ma con un successo piuttosto limitato.

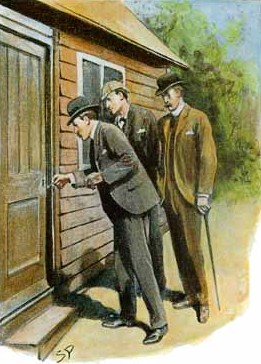
Hopkins in Avventura del Capitano di Lungo Corso (vignetta di Sidney Paget)

## Il personaggio
L'ispettore mostra, in realtà, come il lavoro di polizia stesse cambiando negli anni novanta dell Ottocento. La scienza forense stava iniziando a diventare molto diffusa e accettata, e Hopkins sembra essere sul carro del progresso scientifico con la sua volontà di sperimentare le stravaganti idee di Holmes.

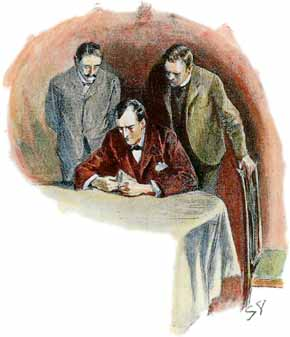
Holmes, Hopkins e Watson in una vignetta di Sidney Paget